# Dwór w Mircu
Dwór w Mircu – drewniany dwór zlokalizowany w Mircu-Majoracie (województwo świętokrzyskie).

## Historia i architektura
W 1827 naddzierżawcą lokalnego majątku ziemskiego został Ludwik Prendowski, który w latach 30. XIX wieku wzniósł drewniany dwór. Rodzina była silnie patriotyczna: synowie Ludwika walczyli w powstaniu styczniowym, żona Jadwiga była kurierem powstańczym, a brat Józef pomagał Polakom. Małżonków represjonowali rosjanie. Obiekt dwukrotnie gościł generała Mariana Langiewicza.
Kolejnym właścicielem dóbr mireckich został rosyjski radca stanu Konstanty Egger przysłużony dla tłumienia powstania. Wyburzył on dwór Prendowskich około 1880. Na fundamentach wcześniejszej budowli wzniósł nowy, obecny modrzewiowy dwór – w stylu szwajcarskim. W okresie I wojny światowej urzędował tu komendant austriackich wojsk okupacyjnych. Po 1918 przejęła go przejęła Dyrekcja Lasów Państwowych z Radomia. Od 1921 funkcjonował w budynku Zakład Wychowawczy dla Sierot (wojennych i epidemicznych). Zakład prowadziły Franciszkanki Rodziny Maryi. Po 1945 dwór mieścił nadal dom dziecka (od 1950 państwowy, zlikwidowany w 1981), a potem przeszedł w ręce prywatne i został odrestaurowany (sala bankietowa). 
Obiekt mieści pamiątki po historycznych właścicielach, w tym fotografie, a także sztandar który wisiał w 1861 na wieży klasztoru na Świętym Krzyżu.
Budynek ma plan prostokąta z dwoma symetrycznymi ryzalitami po bokach frontu (elewacji zachodniej) i gankiem niosącym balkon oraz przybudówką w części południowo-wschodniej. Kryty dwuspadowym dachem. Zasadnicza część budynku jest drewniana, o konstrukcji zrębowej z oszalowanymi deskami węgłami, ale fundamenty i piwnice są murowane z kamienia łupanego.
Przy dworze znajduje się murowany spichlerz z 1. połowy XIX wieku, a całość założenia otaczają pozostałości parku. Rośnie tutaj najgrubszy wiąz szypułkowy w Polsce. W stupięćdziesięciolecie powstania styczniowego umieszczono pod nim głaz pamiątkowy. Drzewo przy podstawie ma 1136 cm obwodu (na wysokości 1,3 m – 655 cm). Na podjeździe przed frontem znajduje się figura Maryi. W 1985 dworek oraz spichlerz wpisano do wojewódzkiej ewidencji zabytków określając je: „willa drewniana, ob. świetlica i stołówka szkolna” oraz „spichlerz dworski, ob. magazyn”. W gminnej ewidencji zabytków ujęto willę, spichlerz i pozostałości parku.